# Левково (Пушкинский район)
Левково — село в Пушкинском районе Московской области России. Входит в состав сельского поселения Царёвское.

## Население
| 1859 | 1890 | 1899 | 1926 | 2002 | 2006 | 2010 |
| ---- | ---- | ---- | ---- | ---- | ---- | ---- |
| 175  | ↗205 | ↗230 | ↗381 | ↗421 | ↘416 | ↗467 |

## Инфраструктура
Население села занято в основном в обслуживании санаторно-оздоровительных учреждений в окрестностях села.
Недалеко от села находится Оздоровительный комплекс «Левково». Каждое лето на его территории работает детский оздоровительный лагерь.

## Транспорт
- 21 (ст. Пушкино — Красноармейск)
- 47 (ст. Пушкино — Ивантеевка — Левково)
- 317 (Красноармейск — Москва (м. ВДНХ))